# IC 2651
IC 2651 ist eine Spiralgalaxie vom Hubble-Typ Sb im Sternbild Löwe auf der Ekliptik. Sie ist schätzungsweise 919 Millionen Lichtjahre von der Milchstraße entfernt und hat einen Durchmesser von etwa 110.000 Lichtjahren. 

Im selben Himmelsareal befinden sich u. a. die Galaxien IC 677, IC 2652, IC 2655, IC 2656.
Das Objekt wurde am 27. März 1906 von Max Wolf entdeckt.